# Zsíros-hegy
A Zsíros-hegy egy hegy a Budai-hegységben. 424 méter magas csúcsa közigazgatásilag Solymár területén található, közel a nagykovácsi-pilisszentiváni hármas határhoz. Területe a Duna–Ipoly Nemzeti Park és a Budai Tájvédelmi Körzet része. Gépjárművel is könnyen megközelíthető, de csak Nagykovácsi felől.

## Földrajz
Alapkőzete a középső triász végén képződött mélytengeri üledék, a diplopórás dolomit. Ezt néhány helyen a geológiai középkorból származó dachsteini mészkő egészíti ki: a felső triász nori szakaszából származó, fehér, kemény üledékes kőzet két helyen bukkan felszínre nagyobb tömegben, mégpedig a hegy keleti, ill. délkeleti lejtőjén; ezekre kőbánya is települt. Ebben a kőzetben képződtek a hegy barlangjai, például a Solymári-kisfülke, a Solymári-kőfülke, a Solymári-ördöglyuk és a Solymári-sziklaüreg. A hegy talaja törmelékes barna erdőtalaj, helyenként rendzina.
Felszíne az 1920-as évekig kopár, növényzettel alig borított terület volt; magyar, illetve német nevét (Schmalzberg) is arról kapta, hogy messziről nézve a csupasz mészkősziklák úgy néztek ki, mint egy jókora zsírtömb. 1930 és 1934 között nagyszabású feketefenyő-telepítés zajlott itt, azóta a hegy nagy része beerdősült. A csúcs alatti egyik nyúlványon a kilencvenes évek elején erdőtűz pusztított, emiatt az a hegyorr jelenleg ismét kopár. A hegy csúcsa erdős, ezért nem biztosít számottevő kilátást, de az imént említett, kopárrá vált hegyorr északi irányba közel 180 fokos panorámát nyújt, belátható innen szinte a teljes Pilisi-medence, a Pilis vonulatától a Nagy-Kevély tömbjéig.
A Zsíros-hegy területére hulló csapadékvizek nagyrészt vízmosásokban folynak le, illetve a felszín alatt vezetődnek el, a hegytömb egyetlen foglalt forrása a Törökkút-forrás Solymár délnyugati részén.

## Történelem
A Zsíros-hegy mészkőanyagát hosszú időn – feltehetőleg évszázadokon – keresztül hasznosították, erre utal az a két hatalmas kőfejtő, amelyek a hegy legmagasabb pontjától légvonalban mindössze 500-700 méterre találhatók, keleti irányban, a solymári Hutweide településrész fölé magasodva. Ezek közelében az 1940-es évekig nagy mészégető telep is működött, munkásszállásokkal, de ennek a felszínen ma már gyakorlatilag nincs nyoma.
Érintették a hegyet a térségben 1849-től megkezdett barnakőszén-bányászat munkálatai is: a Zsíros-hegy tömbjébe hajtották többek között az 1881-ben megnyitott Zwierzina-aknát (ennek helye a nagykovácsi Erdész és Tölgyfa utcák közelében lehetett), az 1800-as évek végétől kezdve több kisebb-nagyobb kutatótárót (solymári területen), az 1920 körül nyitott, rövid életű solymári Pluhár-tárót (a mai Mészégető utca felső vége közelében), 1945 körül a Solymár II. lejtősaknát és a Solymár II. tárót (az Ördöglyuk-barlangtól légvonalban pár száz méternyi távolságra), valamint a pilisszentiváni területen nyíló, 1947-ben megnyitott Jóreménység-altárót a hozzá szervesen kapcsolódó Párhuzamos-táróval.
Ma is megtalálható még a Zsíros-hegyen és közvetlen környékén a szénbányászat néhány tárgyi emléke. A legismertebb ezek közül az a bányász emlékmű, amit a nagykovácsi Kút utca végénél, Nagykovácsi közigazgatási területén alakítottak ki, a felhagyott vágatok beiszapolása érdekében kiépített, egykori homokszállító kötélpálya néhány megmaradt tartóoszlopának felhasználásával. Ipartörténeti emlék még ugyanennek a kötélpályának egy kettős oszlopa, amely egy nehezen megközelíthető lejtőn áll a Zsíros-hegy oldalában, már Pilisszentiván területén.
Ugyancsak egy kötélpályának tárgyi emlékei találhatók meg a Zsíros-hegytől Solymár felé vezető szerpentin felső végétől pár lépésre: a hegytető peremén található nagy betonpillérek (illetve néhány tíz méterrel lejjebb, a hegyoldalban felfedezhető, ugyancsak hatalmas betontömb) egy, a háború miatt meg nem épült kötélpálya mementói.
Felismerhető még a Zsíros-hegy oldalában a néhány évig használt Solymár II. táró meddőhányója és az oda vezető hajdani siklóvasút nyomvonala is, de magának a tárónak a valamikori létezésére már semmi sem utal a felszínen (bejáratát feltehetőleg berobbantották). A Zsíros-hegy lábánál pedig annak a kisvasútnak a nyomvonala, és egy-két egykori műtárgya (pl. kiépített csurgalékvíz-elvezető árok csekély maradványai) ismerhető még fel, amely a Jóreménység-altáróból a már megszűnt solymári vasúti rakodó-pályaudvarra szállította a kitermelt szenet.

## Turizmus
A Zsíros-hegyet érinti az Országos Kéktúra 13-as számú szakasza és több más turistajelzés is, amelyek Solymár, Nagykovácsi vagy Budaliget felől vezetnek ide. 1929-1986 között állt a hegytetőn a Zsíros-hegyi turistaház, aminek ma már csak csekély romjai találhatók. Közelében egy emlékmű is állt, amely a turistaház-építés egyik motorjának, Kauzál Istvánnak állított emléket. A turisták által most is kedvelt pihenőhely az egykori turistaház körül elterülő tisztás, köszönhetően részben annak is, hogy a közelben (már Nagykovácsi területén) néhány éve ismét működik – Muflon Itató néven – egy vendégfogadó, a megszűnt menedékház pótlására.
A Zsíros-hegy tömbjében több barlang is található, ezek közül legismertebb az Ördöglyuk-barlang, melyet a Budai-hegység legkiterjedtebb és legveszélyesebb barlangjai között tartanak számon. A barlang bejárathoz közeli szakasza előzetes egyeztetés mellett, szakvezetéssel, korlátozottan látogatható.